# OCLC

Logo

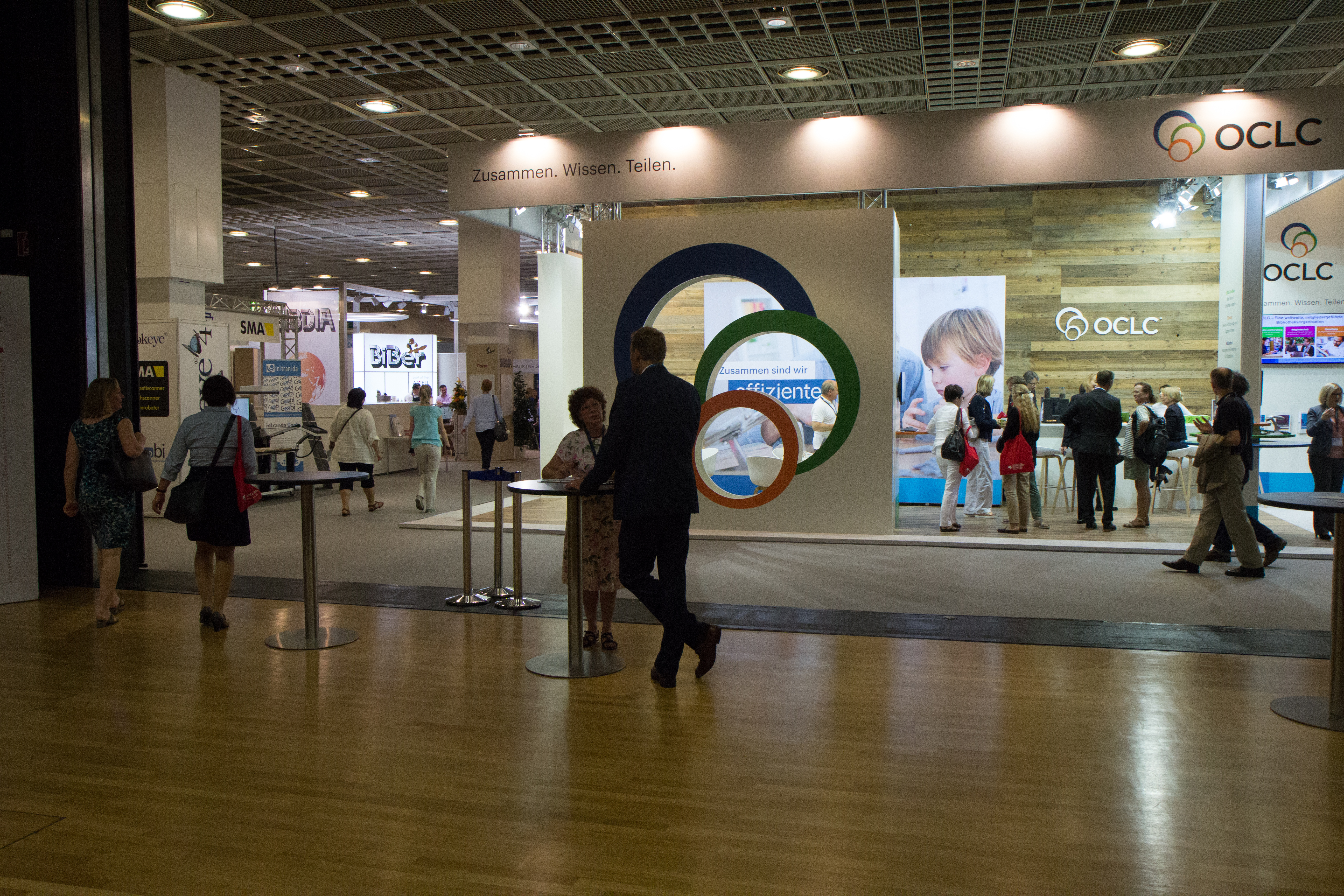
Stand der OCLC GmbH auf dem 106. Deutschen Bibliothekartag 2017 in Frankfurt

OCLC, Inc. (vom Akronym für Online Computer Library Center) ist eine weltweit tätige Non-Profit-Organisation nach US-amerikanischem Recht und ein Dienstleister für Bibliotheken aller Art, die 1967 auf Initiative von Universitätsprofessoren in Dublin, Ohio, USA gegründet wurde. Ziel war es, ein auf Computer gestütztes Verbundsystem der Universitätsbibliotheken von Ohio aufzubauen, um durch kooperative Nutzung von Bibliotheksdaten die Arbeit effektiver zu gestalten, etwa durch die Übernahme von Titeldaten aus dem WorldCat.

## Struktur und Finanzierung
OCLC finanziert sich durch Mitgliedsbeiträge. Um die von OCLC angebotenen Dienstleistungen nutzen zu können, ist es erforderlich, Mitglied zu sein. Der Hauptsitz von OCLC ist in Dublin, Ohio in den USA. Da OCLC weltweit arbeitet, gibt es die Kooperative OCLC EMEA B.V. (Abkürzung für Europe, Middle East, Africa) mit Hauptsitz im niederländischen Leiden, die für die Dienstleistungen des OCLC und die Betreuung der teilnehmenden Bibliotheken in Europa, Südafrika und im Nahen Osten verantwortlich ist.
Dabei teilt sich OCLC EMEA in drei Service-Center auf, die für bestimmte Regionen zuständig sind und in Zusammenarbeit mit der OCLC-Zentrale in Ohio Dienstleistungen für die teilnehmenden Bibliotheken entwickeln. Das Service-Center Mitte an der Universitätsbibliothek Leiden ist Ansprechpartner für die Beneluxländer, Deutschland, Österreich und die Schweiz. Ein weiteres Service-Center Nord hat seinen Sitz in Sheffield und ist für Skandinavien, England, Osteuropa, das Baltikum, den Nahen Osten und Afrika verantwortlich. In Paris liegt das Service-Center Süd, das für Frankreich, Spanien, Portugal, Italien, Griechenland, Zypern, Slowenien und Israel zuständig ist, für Australien, Asien und Ozeanien arbeitet OCLC Inc. in den USA.
2008 setzten mehr als 60.000 Bibliotheken in vielen Ländern der Welt OCLC-Services ein. In Deutschland ist es zum Beispiel die SUB Göttingen, die z. B. über FirstSearch einen Zugang auf den WorldCat und die Datenbanken anbietet.
Im Geschäftsbereich von OCLC EMEA B.V. befinden sich folgende Niederlassungen:
- Deutschland: OCLC GmbH mit Sitz in Oberhaching und Standorten in Berlin und Böhl-Iggelheim
- Frankreich: OCLC B.V. mit Büro in Paris
- Großbritannien: OCLC UK and Ireland mit Sitz in Sheffield
- Italien: OCLC S.r.l. mit Sitz in Florenz
- Niederlande: OCLC EMEA B.V., Zentrale mit Sitz in Leiden und einem Büro in Eelde
- Schweiz: OCLC AG mit Sitz in Basel

Der Geschäftsbereich arbeitet mit Fachkräften und Endnutzern aus akademischen und öffentlichen Bibliotheken, dem Gesundheitswesen sowie aus staatlichen und kulturellen Einrichtungen und vielen Vertriebspartnern zusammen. Eine Übersicht sämtlicher Niederlassungen und Vertriebspartner befindet sich auf der OCLC-Webseite.

## Geschichte
Am Anfang waren es nur Universitätsbibliotheken, die sich 1967 in Ohio zu einem Verbund unter dem Namen Ohio College Library Center zusammenschlossen. Ziel war es laut Fred Kilgour, dem ersten Präsidenten von OCLC, ein Computerbibliothekssystem zu entwickeln, mit dem die „Bibliotheksnutzer […] nicht mehr in die Bibliothek kommen müssen, sondern die Bibliothek zu ihnen“. Hauptaufgabe des Bibliotheksverbundes ist es also, bibliographische Informationen bereitzustellen, wann und wo der Nutzer sie benötigt. Kern dieses Bibliothekssystems war der „Online Union Catalog“ (OUC, jetzt WorldCat), zu dem die Mitgliedsbibliotheken durch so genanntes „Online Shared Cataloging“ beitrugen. Der Online Union Catalog war eine Dienstleistung, der bei der Bereitstellung im Internet 54 Universitätsbibliotheken angehörten. Bis 1977 stand der Katalog allerdings nur Bibliotheken in den USA zur Verfügung. Im Oktober 1978 begann der erste Schritt in Richtung Internationalisierung durch die Bereitstellung von 750.000 Katalogdaten aus dem OUC für die Königliche Bibliothek der Niederlande für PICA.
1981 wurde die erste europäische OCLC-Niederlassung in Birmingham eröffnet (im gleichen Jahr wurde das Unternehmen umbenannt in OCLC Online Computer Library Center Inc.). Dies war der erste Schritt zur Errichtung eines globalen Netzwerkes von Bibliotheken. Neben der oben schon erwähnten Königlichen Bibliothek der Niederlande haben sich bis heute auch noch andere Nationalbibliotheken dem OCLC-Verbund angeschlossen, unter anderem die British Library, die Deutsche Nationalbibliothek und die Französische Nationalbibliothek. Im Jahr 2000 wurde die Niedersächsische Staats- und Universitätsbibliothek Göttingen erstes deutsches Vollmitglied im OCLC-Verbund.
Die folgenden Personen waren Präsidenten von OCLC:
- 1967–1980: Frederick G. Kilgour
- 1980–1989: Rowland C. W. Brown
- 1989–1998: K. Wayne Smith
- 1998–2013: Robert L. „Jay“ Jordan
- seit 2013: David „Skip“ Prichard[4]

2012 wurde Jack B. Blount als Präsident zunächst angekündigt, die Ankündigung aber 12 Tage später ohne Angabe von Gründen zurückgezogen.

## Produkte und Dienstleistungen (kostenpflichtig)
OCLC bietet verschiedene Dienstleistungen an, die sich entweder an die Bibliotheken selbst oder den Bibliotheksbenutzer richten. Die meisten Dienstleistungen sind allerdings Tools zur Optimierung oder Vereinfachung bibliothekarischer Arbeitsgänge. Diese Dienstleistungen werden zum Beispiel in den Bereichen der Katalogisierung oder der Fernleihe eingesetzt; der Bibliotheksbenutzer kommt höchstens mit FirstSearch und damit auch dem WorldCat in Kontakt. Einige der wichtigsten Dienste sind:
- BibliothecaPlus: Windows-basiertes Bibliotheksverwaltungssystem für Öffentliche Bibliotheken in Deutschland, Österreich und der Schweiz.
- Connexion: ist eine Werkzeugsammlung zur Online-Katalogisierung und wird zur Herstellung von Titelaufnahmen verwendet.
- CatExpress: ist ein webbasiertes Tool zur vereinfachten Katalogisierung, besonders geeignet für Bibliotheken, deren Mitarbeiter wenig Erfahrung im Katalogisieren haben.
- CONTENTdm: Anwendung zum Aufbau, Präsentation und Sicherung digitaler Sammlungen mit Dokument-, Bild-, Video- und Audiodateien.[7]
- WorldCat Collections Sets: bietet Zugang zu Sammlungen von MARC Datensätzen auf Mikrofilm, Mikrofiche oder als elektronische Ressource. Neue Aufnahmen werden wiederum automatisch in den WorldCat übertragen (in der Regel einmal pro Woche). Zurzeit sind mehr als 200 Sammlungen vorhanden, zum Beispiel American Architectural Books, Early English Books 1475–1700 und History of Women.
- Dewey Services: Thesauri für die Dewey Decimal Classification sind seit 1988 bei OCLC verfügbar, mittlerweile in der 22. Ausgabe (auch als Elektronische Ressource verfügbar (WebDewey)).
- FirstSearch: ist ein Werkzeug zur Suche im WorldCat und ausgewählten Datenbanken. Dabei soll der Nutzer in die Lage gebracht werden, selbständig zu suchen. Je nach Niveau hat er mehr oder weniger Suchmöglichkeiten. Durch den Zugriff auf den WorldCat und anderen von OCLC gehosteten oder erstellten Datenbanken bietet Firstsearch folgende Features:
  - Zugriff auf über 58 Millionen Aufnahmen
  - Zugang zu Millionen von Volltextartikeln
  - Besitznachweise von Bibliotheken
  - Umfasst verschiedene Medienarten vom Buch bis zu MP3-Dateien
  - Zugriff auf die vom Consortium of European Research Libraries (CERL) entwickelte „Hand Press Book Database“, eine spezielle buchhistorische Datenbank, die etwa drei Millionen historische Bücher aus der Zeit zwischen ca. 1455 und 1830 enthält.
- SISIS-SunRise: Linux-basiertes Bibliotheksverwaltungssystem mit Client-Server-Architektur für Öffentliche und Wissenschaftliche Bibliotheken in Deutschland, Österreich und der Schweiz, unter anderem als Lokalsystem beim Bibliotheksverbund Bayern (BVB) im Einsatz. SISIS-SunRise wird von OCLC nicht mehr weiterentwickelt und daher beim BVB bis Ende 2026 durch das Open Source Bibliothekssystem Folio abgelöst.[8]
- WorldCat: ist ein weltweiter, gemeinsamer Katalog mit mehr als 15.000 beteiligten Institutionen, die den WorldCat gemeinsam pflegen und erweitern.[9] Pro Sekunde kommt im Durchschnitt mehr als ein Datensatz hinzu.[10] Nachgewiesen werden Medien in über 400 Sprachen, die einen Zeitraum bis zurück in das Mittelalter abdecken. Der WorldCat ist aufgrund seines Datenumfangs die größte bibliographische Datenbank der Welt, gleichzeitig bildet er das Rückgrat vieler Dienstleistungen. Ein Import bzw. Export von MARC- und DC-Datensätzen ist möglich
- World Share Management Services (WMS): Cloudbasiertes, integriertes Bibliothekssystem.[11]
- Open WorldCat: Seit 2003 gibt es das Open WorldCat-Projekt. Dabei haben Internet-Benutzer die Möglichkeit, über Yahoo oder Google bei einer Suchanfrage auch im WorldCat zu recherchieren.
- WinIBW: Bei vielen Bibliotheksverbünden und Nationalbibliotheken verwendeter Katalogisierungs-Client.

Eine vollständige Liste der Produkte befindet sich auf der OCLC-Webseite.

## Identifikatoren und Linked Data
Jedem neuen Titeldatensatz in WorldCat wird von OCLC eine eindeutige, fortlaufend vergebene  „OCLC Control Number“ (OCN) zugewiesen. Im September 2013 machte OCLC die Nummern öffentlich. Die Kontrollnummern verknüpfen die WorldCat-Datensätze mit den Datensätzen lokaler Bibliothekssysteme, indem sie bibliotheksübergreifend einen gemeinsamen Referenzschlüssel für einen Datensatz liefern. OCNs dienen auch als Identifikatoren für Bücher und andere bibliografische Medien, die keine ISBN besitzen (zum Beispiel vor 1970 erschienene Bücher) und werden auch als Identifikatoren für Wikipedia und Wikidata verwendet.
OCLC verwaltet seit 2012 das Hosting, die Software und die Daten für das Virtual International Authority File (VIAF), eine virtuelle internationale Normdatei, die vom VIAF-Rat beaufsichtigt wird. Dieser setzt sich aus Vertretern von Institutionen zusammen, die Daten zur VIAF beisteuern. VIAF-Nummern werden weitgehend als Standardidentifikatoren verwendet, auch in Wikipedia und Wikidata.

## Fusionen und Akquisitionen
- 1999: Am 1. Januar Übernahme von WLN, einem Anbieter von  Online-Katalogisierungsdiensten an der nordwestlichen Pazifikküste der USA[20]
- 2002: Erwerb von NetLibrary, einen Anbieter elektronischer Bücher und Lehrbücher, wurde 2010 weiter an EBSCO Industries weiterverkauft
- 2003: Am 12. November Übernahme von CAPCON, einem Anbieter von Schulungen und Unterstützung von OCLC-Bibliotheksdiensten im District of Columbia, Maryland and Virginia
- 2005: Übernahme der Sisis Informationssysteme GmbH.[21]  OCLC PICA B.V., die Sisis Informationssysteme GmbH und die Fretwell-Downing Informatics Ltd. ändern ihren Namen zu OCLC PICA.[22]
- 2006: Fusion mit der Research Libraries Group (RLG) und Openly Informatics[23] sowie Übernahme von DiMeMa, dem Hersteller von CONTENTdm.[24]
- 2007: Seit Mitte 2007 besitzt OCLC 100 % der Anteile an OCLC PICA, einem Unternehmen für Bibliotheksautomatisierungssysteme und -dienste mit Hauptsitz in Leiden in den Niederlanden. OCLC PICA und OCLC schließen sich Ende 2007 zusammen und werden in „OCLC“ umbenannt.[25]
- 2008: Am 11. Januar Erwerb von EZproxy und OAIster. Der Prozess begann im Januar 2009 und seit dem 31. Oktober 2009 sind OAIster-Datensätze über WorldCat.org frei verfügbar. Ebenfalls 2008 Übernahme von Amlib, ein australisches, auf Bibliotheksmanagementlösungen spezialisiertes Softwareunternehmen.[26]
- 2011: Übernahme der BOND GmbH & Co. KG, ein Anbieter integrierter Systeme für Öffentliche Bibliotheken in deutschsprachigen Ländern.
- 2013:  Übernahme des niederländischen Bibliotheksautomatisierungsunternehmens Huijsmans en Kuijpers Automatisering BV  HKA[27] und dessen integriertes Bibliothekssystem Wise[28], das OCLC als „Community-Engagement-System“ bezeichnet, das „die Leistungsfähigkeit von Kundenbeziehungsmanagement, Marketing und Analysen mit ILS-Funktionen kombiniert“. 2019 begann OCLC, Wise für Bibliotheken in den Vereinigten Staaten anzubieten.
- 2015: Im Januar Übernahme des Unternehmens Sustainable Collection Services (SCS).[29] SCS bot Beratungsdienste an, die auf der Analyse von Bibliotheksbestandsdaten basierten, um Bibliotheken bei der Verwaltung und gemeinsamen Nutzung von Medien zu unterstützen.
- 2016: Im Juli 2016 Übernahme von Ifnet, ehemals IF, einem italienischen Distributor für Bibliothekssoftware und Serviceleistungen[30]
- 2017: Übernahme von Relais International, einen Anbieter von Fernleihdiensten für Bibliotheken mit Sitz in Ottawa, Kanada.
- 2020: Am 1. Juli 2020 Übernahme von Capira Technologies, einem Anbieter mobiler Apps für Bibliotheken[31]

Eine vollständige Liste der Fusionen und Übernahmen befindet sich auf der OCLC-Webseite.

## Forschung
OCLC führt seit mehr als 30 Jahren Forschungen für den Bibliotheksbereich durch und veröffentlicht die Ergebnisse in verschiedenen Publikationen, darunter Zeitschriftenartikel, Berichte, Newsletter, Blogs und Präsentationen.
Während der Corona-Pandemie beteiligte sich OCLC Inc. an dem vom US-amerikanischen Institute of Museum and Library Services (IMLS) finanzierten Projekt „REopening Archives, Libraries, and Museums“ (REALM), bei dem das Risikos der Übertragung von SARS-CoV-2-Viren auf Bibliotheks- und Museumsmedien und -oberflächen untersucht wurde.

## Unterstützung und Interessenvertretung von Bibliotheken
Die Unterstützung und Interessenvertretung von Bibliotheken ist seit der Gründung von OCLC im Jahr 1967 Teil des Aufgabengebietes. OCLC-Mitarbeiter treffen und arbeiten regelmäßig unter anderem mit Bibliotheksleitern, IT-Fachleuten, Forschern, Unternehmern, Politikern, Studenten und Kunden zusammen.
WebJunction, das Schulungsdienste für Bibliothekare anbietet, ist eine Abteilung von OCLC, die seit 2003 durch Zuschüsse der Bill & Melinda Gates Foundation finanziert wird.
2003 ging OCLC eine Partnerschaft mit Suchmaschinenanbietern ein, um sich für Bibliotheken einzusetzen und Informationen über die Internetlandschaft auszutauschen. Google, Yahoo! und Ask.com arbeiteten mit OCLC zusammen, um WorldCat-Datensätze über diese Suchmaschinen durchsuchbar zu machen.
Die 2009 in den USA gestartete OCLC-Kampagne „Geek the Library“ will die Bedeutung Öffentlicher Bibliotheken hervorheben und wurde durch einen Zuschuss der Bill & Melinda Gates Foundation finanziert. Sie basiert auf den Ergebnissen des OCLC-Berichts aus dem Jahr 2008, „From Awareness to Funding: Eine Studie über die Unterstützung von Bibliotheken in Amerika“.
Andere Kampagnen, die in der Vergangenheit durchgeführt wurden, konzentrierten sich auf die Weitergabe des aus der Bibliotheks- und Informationsforschung gewonnenen Wissens. Zu diesen Projekten gehören Gemeinschaften wie die Society of American Archivists, die Open Archives Initiative, das Institute for Museum and Library Services, die Internationale Organisation für Normung, die National Information Standards Organization, das World Wide Web Consortium, die Internet Engineering Task Force und Internet2. Einer der erfolgreichsten Beiträge zu diesen Bemühungen war die Dublin Core Metadata Initiative OCLC arbeitet ebenfalls mit der Wikimedia Foundation zusammen, mit der es Bibliotheksmetadaten in Wikimedia-Projekte integriert.

## Kritik und juristische Verfahren
Im Mai 2008 wurde OCLC Inc. vom US-amerikanischen Bibliothekar Jeffrey Beall unter anderem wegen monopolistischer Praktiken kritisiert. Der Bibliotheks-Blogger Rick Mason antwortete daraufhin, dass er zwar der Meinung sei, dass Beall einige „berechtigte Kritikpunkte“ an OCLC habe, er aber einige seiner Aussagen nicht teile und die Leser davor warne, „sich vor den Übertreibungen und der persönlichen Natur seiner Kritik zu hüten, denn sie überschatten stark das, was es wert ist, gesagt zu werden“ (Im Original: „beware the hyperbole and the personal nature of his criticism, for they strongly overshadow that which is worth stating“).
Im November 2008 erließ das OCLC Board of Directors (Verwaltungsrat) einseitig eine neue Richtlinie für die Nutzung und Übertragung von WorldCat-Datensätzen, die von den Mitgliedsbibliotheken die Aufnahme eines OCLC-Richtlinienvermerks in ihre Titeldatensätze verlangt hätte; dies löste viel Kritik unter den Bibliotheksbloggern aus. Zu den Kritikern gehörte auch Aaron Swartz, der der Meinung war, dass die Richtlinie Projekte wie die Open Library, Zotero und Wikipedia bedrohen würde, und der eine Petition mit dem Titel „Stop the OCLC powergrab“ startete. Seine Petition erhielt 858 Unterschriften, aber die Einzelheiten seiner vorgeschlagenen Maßnahmen blieben weitgehend unbeachtet. Innerhalb weniger Monate zwang die Bibliotheks-Community OCLC, diese Richtlinie zurückzuziehen und einen Prüfungsausschuss einzurichten, um die Mitgliedsbibliotheken transparenter zu konsultieren. Im August 2012 empfahl dann OCLC den Mitgliedsbibliotheken, bei der gemeinsamen Nutzung von Bibliothekskatalogdaten die Open Data Commons Attribution (ODC-BY)-Lizenz zu verwenden, obwohl einige Mitgliedsbibliotheken mit OCLC ausdrücklich vereinbart haben, dass sie Katalogdaten unter der CC0 Public Domain Dedication veröffentlichen können. Die Auseinandersetzung wurde unter der Bezeichnung „Metadaten-Kontroverse“ bekannt.
Im Juli 2010 wurde OCLC Inc. vom konkurrierenden US-Startup-Unternehmen SkyRiver in einem Kartellrechtsverfahren verklagt. Das Unternehmen Innovative Interfaces, das ebenfalls Bibliotheksverwaltungssysteme herstellt, schloss sich der SkyRiver-Klage an, die jedoch im März 2013 nach der Übernahme von SkyRiver durch Innovative Interfaces fallen gelassen wurde. Innovative Interfaces wurde später von ExLibris übernommen und löste damit OCLC als dominierenden Anbieter von Bibliotheksdiensten in den USA ab (über 70 % Marktanteil bei Wissenschaftlichen Bibliotheken und über 50 % bei Öffentlichen Bibliotheken für ExLibris, gegenüber 10 % Marktanteil von OCLC bei beiden Bibliothekstypen im Jahr 2019).
Am 13. Juni 2022 reichte OCLC Inc. beim United States District Court, Southern District of Ohio, eine Klage gegen die US-Unternehmen Clarivate PLC, deren Tochtergesellschaften Clarivate Analytics (US) LLP, ExLibris und ProQuest Klage ein. Die Klage richtete sich gegen die Entwicklung und Vermarktung des MetaDoor MARC-Datensatzaustauschsystems, das Datensätze verwendet, die den WorldCat-Richtlinien unterliegen. Anfang November 2022 wurde zwischen den Parteien eine Einigung erzielt, aufgrund derer von Clarivate alle MetaDoor-Arbeitsprodukte sofort und dauerhaft gelöscht werden, die WorldCat-Datensätze enthalten.